# Géographie littorale
 (mars 2024).
La géographie littorale, appelée aussi géographie du littoral ou géographie littoraliste est l'étude des paysages côtiers dans leur ensemble, notamment celle de leur dynamique, et les activités humaines qui y sont associées. Branche de la géographie physique et de la géographie humaine, elle est l'objet d'étude du géographe du littoral appelé aussi géographe littoraliste. 
| - Port Campbell, dans le sud de l'Australie, est un littoral à haute énergie. - La plage de Rhossili au pays de Galles est un littoral à faible énergie. |

Les zones côtières sont un type d'espace, avec des caractéristiques particulières à la surface de la Terre, car elles résultent de l'intersection de trois facteurs géographiques importants — le relief, la mer et le climat — de sorte que la dynamique de ces types de paysages en est rendue plus complexe. Cette corrélation des facteurs doit inclure la présence occasionnelle d'autres facteurs (tels que la présence d'estuaires, le développement du sol, l'activité humaine, la glace) qui peuvent rendre leur étude encore plus complexe. Les zones côtières deviennent particulièrement complexes en analysant uniquement les trois principaux facteurs. En effet, en raison de la position relative de la côte sur le même banc de sable, il peut y avoir plusieurs types de plages, déterminées par leur type de zone de brise-lames. La force variable de la vague (due, dans des conditions normales, aux vagues locales de la mer ou des eaux profondes) détermine les processus d'accrétion ou de destruction, cette dernière de force spéciale face aux événements météorologiques qui peuvent modifier le type de brise-lames, la plage et en grande partie un paysage côtier.
La côte, étant le point de rencontre entre la terre et l'eau, est un environnement dans lequel l'érosion se produit constamment (enlèvement de matière due aux vagues et aux marées, aux courants marins et au vent) et la sédimentation (entrée matérielle des rivières ou bandes côtières voisines).
La somme de ces processus est l'équilibre des sédiments côtiers. Les impacts sur le bilan sédimentaire influencent grandement la forme de la côte :
- si le bilan est négatif, l'érosion est fréquente, la côte est élevée, caractérisée par des falaises ;
- si le bilan est positif, les phénomènes de sédimentation sont fréquents et produisent des côtes basses, et dans ce cas on peut aussi distinguer plusieurs possibilités : soit les côtes ouvertes, où il y a une nette séparation entre l'eau et le linéaire et les côtes. continental ou protégé lorsque, après une première ligne de terre sèche, d'autres miroirs d'eau s'ouvrent plus ou moins liés à la mer (comme dans les lagunes).

## Étude des plages
La partie de la côte la plus affectée par l'action des vagues est la plage[réf. nécessaire], qui comprend de la base de la plage (qui est également la limite inférieure de la côte) au niveau maximum atteint par les vagues de la plupart des tempêtes mes violent. La plage peut être divisée en trois zones:
- la plage de surface, partie d'une plage où l'eau n'atteint que lors de vagues particulièrement violentes, comme les tempêtes ;
- la plage intertidale, l'eau arrive alternativement et successivement à travers les vagues et les marées, c'est-à-dire que cette partie de la plage est exposée à l'air ou elle est cachée sous l'eau en fonction de la marée (et est donc limitée par les niveaux maximum et minimum atteints par l'eau lors des marées les plus hautes et les plus basses) ;
- la plage immergée, d'autre part, est la partie du contexte dans laquelle elle est toujours recouverte d'eau, mais elle est toujours affectée par l'action de la dynamique côtière.

La différence de conditions de vagues pouvant survenir d'une plage signifie qu'elles peuvent avoir des caractéristiques physiques et géographiques très différentes selon la forme de la côte dont on peut parler: péninsule, isthme, terme, baie, golf, etc. La structure du littoral est très variée et dépend de la terre, des eaux qui la traversent et de son exposition à diverses conditions météorologiques.